# Tatort Paris
Tatort Paris ist ein französischer Kriminalfilm aus dem Jahr 1959. Regisseur Gilles Grangier verfilmte den Kriminalroman 125, rue Montmartre von André Gillois in Schwarzweiß. Neben dem Romanautor selbst und dem Regisseur waren auch Jacques Robert und Michel Audiard am Drehbuch beteiligt. In der Hauptrolle spielt Lino Ventura einen Zeitungsverkäufer, der unfreiwillig in einen Mordfall verwickelt wird.

## Handlung
Pascal verkauft Zeitungen in den Straßen von Paris und lebt in äußerst bescheidenen Verhältnissen. Während einer Zigarettenpause am Seine-Ufer bemerkt er plötzlich einen jungen Mann, der in den Fluss springt und unterzugehen droht. Ohne zu zögern zieht er den Mann, der sich später als Didier vorstellt, aus dem Wasser und gibt ihm trockene Kleidung. Im anschließenden Gespräch erklärt Didier seine Beweggründe für den Selbstmord. Seine Frau wolle ihn in den Wahnsinn treiben, er hat keine Bleibe und weiß nicht, wie es weitergehen soll. Pascal nimmt ihn mit in seine karge Wohnung, wo er übernachten darf.
Am nächsten Morgen bittet Didier seinen Retter, seine Frau umzustimmen, und führt ihn zu einer Villa in der Rue Montmartre, Haus Nummer 125. Pascal willigt ein, bleibt aber erfolglos. Nachts soll Pascal erneut das Haus aufsuchen bzw. in das Haus seiner Frau einbrechen, um Bargeld zu erbeuten, das Didier mittelfristig ein Überleben sichern soll. Die Hausherrin bemerkt den Dieb und ruft die Polizei. Als Pascal die herannahenden Sirenen vernimmt, sind kurioserweise alle Fluchtwege versperrt. Pascal wird festgenommen und erklärt noch am Tatort freimütig seine Beweggründe. Didiers Ehefrau Catherine präsentiert überraschend eine am Boden liegende Leiche, angeblich sei ihr Mann Didier von dem Einbrecher niedergeschlagen worden. Pascal erkennt in dem Toten keineswegs den ihm bekannten Didier, was nicht verhindert, dass er abgeführt wird. Beim Verhör auf der Polizeiwache beginnen die Beamten seiner Geschichte allmählich Glauben zu schenken und lassen ihn frei.
Pascal beginnt nun auf eigene Faust nach dem Mann zu suchen, der ihn hinters Licht geführt hat. Während er vom Kommissar verhört wird, erscheint der Zirkusdirektor Philippe. Pascal will mit ihm reden, um herauszufinden, wo sich der angebliche Didier aufhält, und besucht deshalb eine Vorstellung in Philippes Zirkus. In einem der stark geschminkten Clowns erkennt er den vermeintlichen Selbstmörder Didier. Catherine sucht Didier in seinem Wohnwagen beim Zirkus auf und ruft ihn bei seinem richtigen Namen „Julien“. Sie gibt zu, dass er seit vier Jahren ihr Geliebter ist. Julien versucht zu fliehen, wird aber von Pascal verfolgt und gestellt. Die Kriminalbeamten, die Pascal gefolgt sind, verhaften Julien. Catherine wird verhört und gesteht, dass sie selbst ihren Mann umgebracht hat.

## Synchronisation

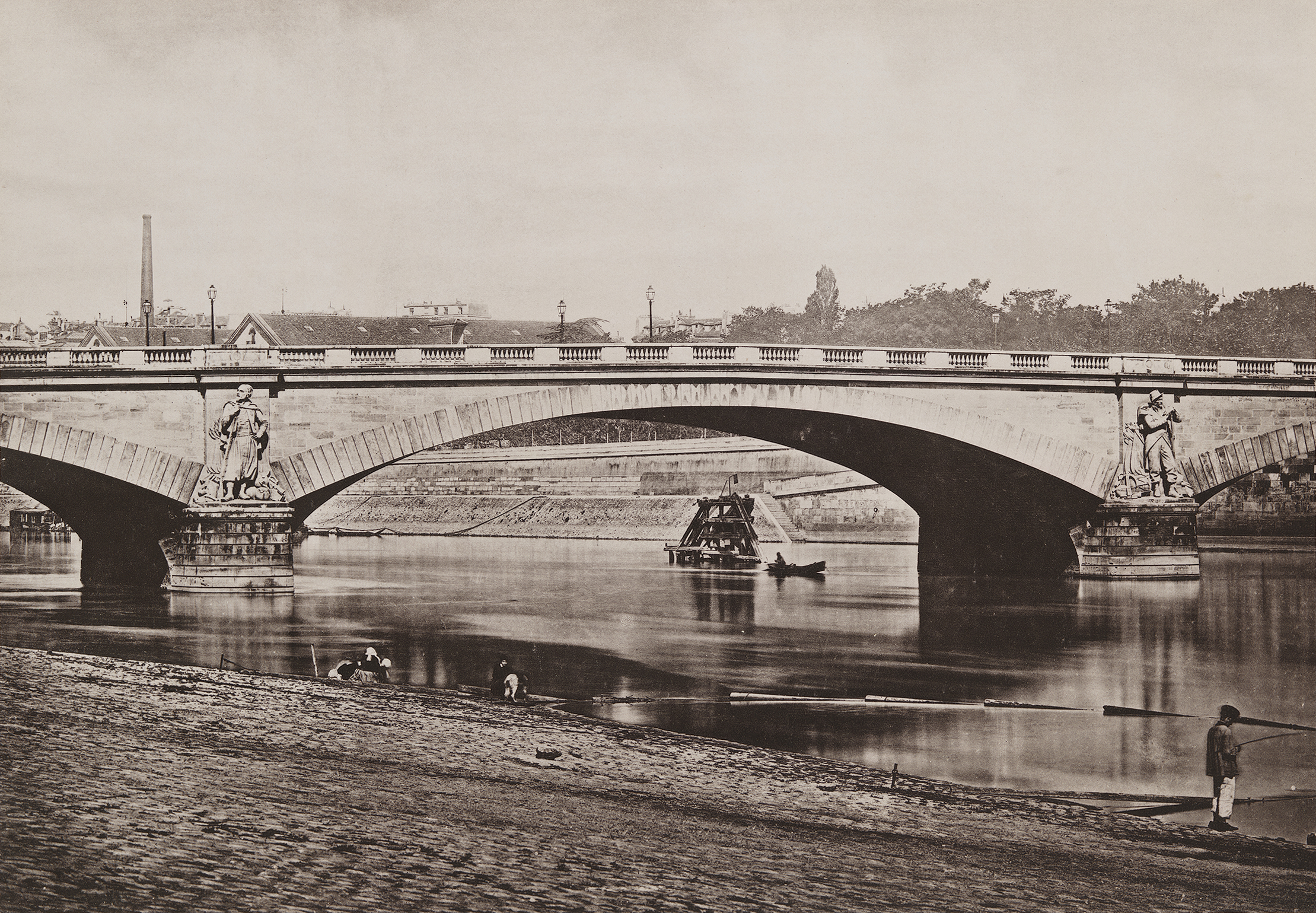
Pont de l’Alma, 1883

| Rolle                    | Darsteller    | Deutscher Sprecher  |
| ------------------------ | ------------- | ------------------- |
| Pascal Cazalis           | Lino Ventura  | Wolfgang Eichberger |
| Didier / Julien          | Robert Hirsch | Friedrich Schütter  |
| Catherine Barrachet      | Andréa Parisy | Jo Wegener          |
| Babette                  | Dora Doll     | Eva Maria Bauer     |
| Kommissar Dodelot        | Jean Desailly | Wolf Rahtjen        |
| Philippe, Zirkusdirektor | Alfred Adam   | Walter Klam         |

## Drehorte
Der Film wurde von Mai bis Juli 1959 in Paris gedreht. Die Brücke, unter der das Unheil seinen Lauf nimmt, ist die Pont de l’Alma. Die Steinbrücke wurde inzwischen durch eine moderne Metallbrücke ersetzt, ist also nicht mehr im Original zu besichtigen. Lediglich eine der vier Steinskulpturen der Originalbrücke wurde wieder montiert. In der letzten Szene des Films ist im Hintergrund die Opera Garnier zu erkennen.